# Ulrica Elionor de Dinamarca
Ulrica Elionor de Dinamarca (en danès Ulrika Eleonora af Danmark) va néixer a Copenhaguen l'11 de setembre de 1656 i va morir al palau de Karlberg, a Estocolm, el 26 de juliol de 1693. Era una princesa danesa, filla del rei Frederic III de Dinamarca (1609-1670) i de Sofia Amàlia de Brunsvic-Lüneburg (1628-1685).
Des de 1675 la princesa Ulrica Elionor era pretesa pel rei de Suècia Carlos XI, el qual envià ambaixadors a Copenhaguen per a formalitzar la seva proposta de matrimoni. La reina vídua Sofia Amàlia hi estava d'acord, mentre que el rei Cristià V de Dinamarca, germà d'Ulrica Elionor, que en principi havia mostrat el seu consentiment, al final s'hi oposà quan Dinamarca i Suècia es van enfrontar en la Guerra Escanesa.
Després de les negociacions de pau de 1679 es tornà a tractar el tema del matrimoni. El casament del rei suec amb la princesa danesa podia ajudar a mantenir la pau entre ambdós països. Carlos XI va firmar el compromís matrimonial el 6 de febrer de 1680 i tres mesos després la princesa Ulrica Elionor arribava a Helsingborg.
Degut a la difícil situació econòmica que patia Suècia, Carlos XI va decidir celebrar una boda senzilla a la petita localitat de Skottorp, amb molt pocs convidats, el 6 de maig de 1680. El 25 de novembre d'aquell mateix any Ulrica Elionor fou coronada reina de Suècia a la Catedral de Sant Nicolau d'Estocolm.
A Ulrica Elionor li agradava la lectura i tenia una especial inclinació per la pintura. Malgrat tot, ocupava bona part del seu temps a l'educació dels seus fills i a obres benèfiques, amb la fundació de diverses fundacions. Entre altres, va construir una casa per a pobres i un orfenat als afores d'Estocolm. La seva salut era bastant fràgil, cosa que la mantenia sovint allunyada de la Cort, al palau de Karlberg o a la seva casa de Kungsör.

## Matrimoni i fills
El 6 de maig de 1680 es va casar a la localitat de Skottorp, a la província de Halland, amb el rei Carles XI de Suècia (1655-1697), fill del rei Carles X Gustau (1622-1660) i de Hedwig Elionor de Schleswig-Holstein-Gottorp (1636-1715). Fruit d'aquest matrimoni van néixer:
- Eduviges Sofia (1681-1708). Duquessa de Holstein-Gottorp després del seu matrimoni amb Frederic IV de Holstein-Gottorp (1671-1702.
- Carles (1682-1718). Rei de Suècia entre 1697 i 1718.
- Gustau (1683-1685).
- Ulric (1684-1685).
- Frederic (1685-1685).
- Carles Gustau (1686-1687).
- Ulrica Elionor (1688-1741). Reina de Suècia, pel seu matrimoni amb Frederic de Hessen-Kassel (1676-1751.